# Giovane di Mozia
Il Giovane di Mozia (noto anche come Giovinetto di Mozia, Auriga di Mozia o Efebo di Mozia) è una statua in marmo, 450 a.C.-440 a.C., conservata al Museo Whitaker dell'isola di Mozia, presso Marsala, all'interno del territorio del Libero Consorzio comunale di Trapani.
La statua raffigura una figura maschile (un efebo) panneggiata, forse un auriga di scuola greca: fu probabilmente portata nell'isola di Mozia dai Cartaginesi dopo che ebbero saccheggiato Selinunte nel 409 a.C.. 

## Ritrovamento
È stata ritrovata il 26 ottobre 1979 durante una serie di scavi di archeologi dell'università di Palermo, iniziati nel 1977. Il primo ad intuire il valore sommerso di una piccola pietra bianca affiorante in superficie, fu il giovane artista Alfonso Leto (in quel contesto assunto come operaio generico e utilizzato anche come disegnatore di reperti). Come afferma egli stesso in una raccolta di articoli di Aldo Premoli pubblicati con il titolo  "Cronache tra arte e moda - febbraio 2022- marzo 2023-" (edito da Malcor D'): «Era il pomeriggio del 26 ottobre del 1979, ultima ora dell’ultima giornata di lavoro di quella campagna di scavi che per gli archeologi era da considerare di deludenti bilanci. Anche se nessuno ormai sperava in niente, ero stato assegnato a “raschiare”, in un quadrante dell’area di pertinenza di una delle archeologhe (credo si trattasse di Gabriella), e lì vidi emergere qualcosa che all’inizio mi sembrò solo una pietra biancastra, ma senza nessuna caratteristica d’interesse. Tuttavia continuai a isolarla notando che si faceva sempre più estesa.
Continuai silenziosamente a scavare con maggiore interesse e notai delle scanalature. Lavai la pietra e il suo chiarore mi abbagliò. Richiamai l’operaio vicino a me [Antonino Monteleone] e questi mi aiutò a scontornare ancora di più il reperto, e le scanalature proseguivano sottili e armoniche.
Chiamammo Gioacchino e Gabriella [-gli archeologi Gioacchino Falsone e Gabriella Calascibetta-] che giunsero a noi dall’alto dei bordi dello scavo. Insistetti con loro, data l’ora tarda, a non chiudere tutto e a darmi un aiuto a scavare in quel punto. Con un certo scetticismo legato alla naturale delusione di quei calciatori che all’89º minuto, già provati, non sperano più nel goal della vittoria, alla fine, mi fu affiancato un altro operaio. Eravamo già in tre. Si era creato un po’ di movimento attorno a quel sasso. E così scesero gli archeologi che, con un colpo d’occhio, intuirono subito che quella pietra, già isolata per circa 40 centimetri, non era una pietra grezza ma un manufatto da portare alla luce».
Dopo alcuni minuti, quando la morfologia affiorava sempre più lontana dalla ‘pietra qualsiasi’ fu proprio lui, il capo archeologo, che montato da una eccitazione piena di attese, fermò tutti, si sbracciò e cominciò a far emergere (se la memoria non mi inganna) ciò che si configurerà come il ginocchio destro della statua, fino a mezza coscia. 

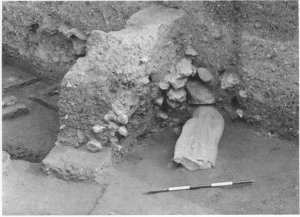
Il ritrovamento dell'Efebo di Mozia sepolto nella colmata, venuto alla luce durante la campagna di scavi del 1979

Era stata sepolta per secoli sotto una colmata di argilla e marna calcarea gettata intenzionalmente, si suppone dagli stessi moziesi.
La colmata, dentro la quale venne ritrovata la statua, era stata sviluppata su di una zona disabitata dell'isola durante l'ultimo periodo storico moziese, ed al suo interno, oltre l'efebo, vi si rinvennero altri oggetti d'epoca classica, tra cui parecchie punte di freccia, oggetti che per alcuni studiosi rappresentano la prova evidente che quella colmata avvenne durante o subito dopo l'assedio dionisiano.
Si presentava con la testa staccata dal collo, il volto sfigurato e mancante di braccia e piedi.

## Descrizione
L'altezza è di 1,81 metri, senza le estremità inferiori, mancanti.
Molti studiosi pensano potesse raffigurare un giovane alla guida di un cocchio, le altre ipotesi ritengono potesse essere un dio (in particolare Melqart/Eracle) o un magistrato punico (suffeta) a giudicare dalla posizione delle braccia (già perse al momento del ritrovamento).
Il braccio destro è sollevato (forse a brandire un frustino nell'ipotesi dell'auriga) ed il sinistro appoggiato sul fianco, dove ancora si vedono i resti della mano.

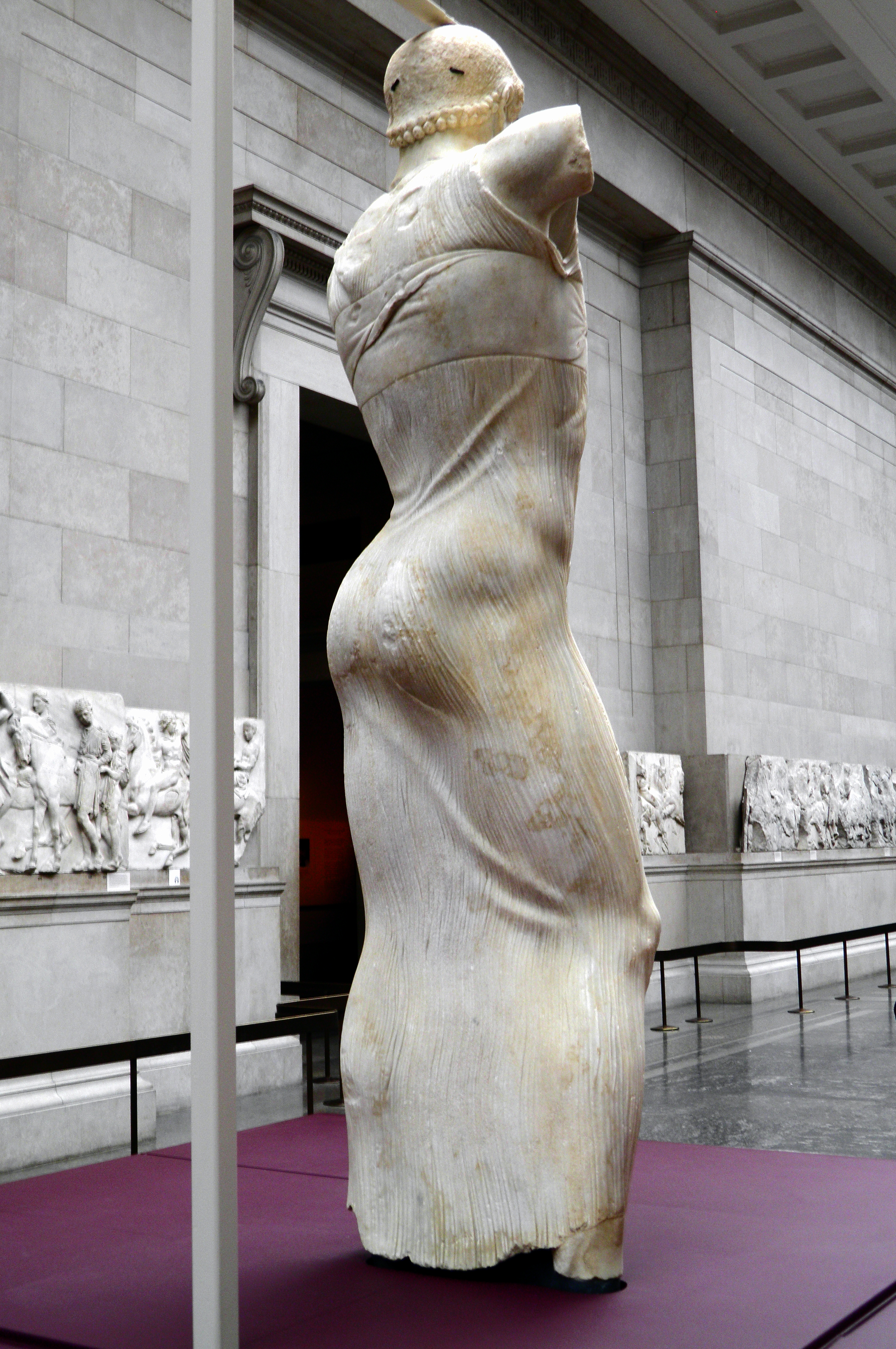
La scultura, vista da dietro, durante la mostra al British Museum

La testa del giovane parla il linguaggio dello stile Severo ovvero dello stile della prima fase dell'età classica, il suo corpo possente e sinuoso con la veste aderente appare stilisticamente più avanzato, la riconducono a un ambiente artistico influenzato dall'arte di Fidia.
Il giovinetto indossa una leggera tunica e sfoggia uno sguardo fiero, che arricchiscono il fisico atletico e prestante.

## Esposizioni
La statua è stata esposta a Venezia, a palazzo Grassi, nel 1988 per la mostra "I Fenici" e nel 1996 per la mostra "I Greci in Occidente".
Nel 2012 la statua è stata alle Olimpiadi di Londra, in mostra presso il British Museum di Londra, e poi al Getty Museum di Los Angeles. Il 18 gennaio 2014 la statua è stata riportata nella sua sede originaria, a Mozia.